# ナディア・タウンゼンド
ナディア・タウンゼンド（Nadia Townsend、1983年 - ）は、オーストラリアの女優。

## 出演作品
- ノウイング
- リトル・モンスターズ Little Monsters (2019)